# Гербановський Михайло Митрофанович
Миха́йло Митрофа́нович Гербано́вський (рос. Михаил Митрофанович Гербановский; * 1874, Кам'янець-Подільський — † 23 серпня 1914, Кам'янець-Подільський) — російський поет, перекладач.

## Біографічні відомості
Народився у сім'ї службовця — касира Кам'янець-Подільського окружного суду. Закінчив юридичний факультет Петербурзького університету. Повернувся в рідне місто, працював присяжним повіреним в окружному суді.

## Творчість
Ще навчаючись в університеті, друкував оригінальні вірші та переклади в журналах «Спостерігач» («Наблюдатель»), «Колосся» («Колосья»), «Вісник Європи» («Вестник Европы»). 1903 року в Санкт-Петербурзі видав збірку віршів і перекладів «Пелюстки» («Лепестки»), куди увійшли переспіви польських поетів Адама Асника, Марії Конопницької, Віктора Гомулицкого, К. Глинського, Кажимежа Тетмайера, а також сонети Петрарки, вірші Сюллі-Прюдома, Генрі Лонгфелло.